# Rød
 Der er for få eller ingen kildehenvisninger i denne artikel, hvilket er et problem. Du kan hjælpe ved at angive troværdige kilder til de påstande, som fremføres i artiklen.

 For alternative betydninger, se Rød (flertydig). (Se også artikler, som begynder med Rød)
Rød er en farve. Rødt lys har en bølgelængde på 647-723 nm.

## Symbolik
Inden for kristendommen hentyder farven til Kristi lidelse og Helligåndens ild. I kirken bruges den som liturgisk farve i pinsen og anden juledag. Rødt i forbindelse med korset symboliserer Jesus blod.
Rød kan også symbolisere Satan,Helvede, liderlighed og hovmod. 
Af Israels tolv stammer er rød tilknyttet Juda og Ruben.
Det er kardinalernes farve i Vatikanet, og inden for den katolske kirke symboliserer rødt martyrernes blod.
De indiske modergudinder repræsenteredes ved rødt. I Egypten blev rød sat i forbindelse med guden Seth (kaos) og den fjendtlige Apophis slange. Hos mayafolket forestillede den øst, hos højlandsfolket i det gamle Mexico.
I Kina var det den hellige, livgivende farve.
I alkymien forbindes rødt med hvidt som et modsætningspar, og symboliserer det materielle princip Sulphur, det brændende.
Stjernetegnet vædderens farve er rød

### Uden kontekst
Udsagn der mangler angivelse af kontekst, og derfor ikke kan tages alvorligt.
Rød forbindes med blod, hjerte, liv, lidenskab, stærke følelser, varme, hede, ild, opofrelse og fare. Den står for aggressivitet og vitalitet. 
Det er kærlighedens farve, men også hadets og raseriets. Det er kampens, krigens og dermed også militærets farve. Romerne brugte rød som symbol for magten, kejseren, adelen og krigerne. Farven er tilknyttet krigsguden Mars. Den kan symbolisere revolution, socialisme, kommunisme (røde faner).
I oldtiden mente man at rødt beskyttede mod farer.
Rod-chakraets farve er rød, og står for jordforbindelsen, det fysiske fundament og den fysiske krop. I drømme kan den røde farve fortælle nogen om følelses-funktionen.
Rød er også i naturens sammenhæng et udtryk for fare og advarsel. I kombination med gul og sort er dette især hos dyr et udtryk for giftighed.

## Anvendelse
Fra starten på international motorsport og indtil 1960'erne blev grøn anvendt som international racingfarve på britiske biler. Nuancen kaldes British racing green.
Inden for politik er rød farven for socialisme og kommunisme. I amerikansk politik er rød dog farven for det republikanske parti, der ikke er hverken socialistisk eller kommunistisk. 
I trafikken betyder det stop, røde lygter betyder optaget.

## Fodnoter
1. ↑  Thomas J. Bruno, Paris D. N. Svoronos. CRC Handbook of Fundamental Spectroscopic Correlation Charts. CRC Press, 2005.
Color
2. ↑  Craig F. Bohren (2006). Fundamentals of Atmospheric Radiation: An Introduction with 400 Problems. Wiley-VCH. s. 214. ISBN 3-527-40503-8. (Webside ikke længere tilgængelig)
3. ↑  Ahlbom, Bengt; Hentzel, Roland; Lidman, Sven S., red. (1948). "Motorsport". Sportens lille jätte (svensk). Stockholm: Natur & Kultur. s. 746.